# 张立平 (1933年)
张立平（1933年—），男，山东威海人，中国人民解放军少将，曾任中国人民解放军总后勤部卫生部部长，药典委员会副主任委员。